# 倭橋 (福島県)
倭橋（やまとはし）は、福島県南会津郡南会津町にある国道401号の橋である。

## 概要
- 全長：123.5 m
  - 主径間：45.9 m
- 幅員：6.5（11.5） m[1]
- 型式：3径間鋼連続非合成鈑桁橋
- 竣工：1992年（平成4年）
- 施工：住友重機械工業[2]

一級水系阿賀野川水系只見川支流である伊南川を渡り、国道401号を通す。東詰は大字白沢に位置し、国道401号の改良区間である白沢バイパスに接続している。西詰は大字浜野に位置する。現在の橋は旧橋梁の老朽化、幅員狭小対策のため国道橋梁整備事業により1988年度より建設され、1992年に竣工した鋼橋であり、同年12月28日に開通した。総工費は6億2000万円。当橋梁より下流域の伊南川では鮎の放流が行われ、友釣りのシーズンになると多くの釣り人で賑わう。

## 沿革
- 1903年（明治36年）11月 - 全長78 m、幅員2.7 mの木鉄混合トラス橋として架橋される[6]。
- 1953年（昭和28年） - 全長80 mのRCT桁橋として架け替えられる[7]
- 1992年（平成4年）12月28日 - 現在の橋梁が開通する。